# Тахтарова Марія Олександрівна
Марія Олександрівна Тахтарова (1897, місто Нарва, тепер Естонія — ?) — радянська естонська діячка, старший інструктор виробничого навчання комбінату «Кренгольмська мануфактура» Естонської РСР. Депутат Верховної Ради СРСР 3-го скликання.

## Життєпис
Народилася в родині робітника Нарвського лісопильного заводу. Закінчила парафіяльну початкову школу.
З 1912 року — прядильниця «Кренгольмської мануфактури» міста Нарви.
У 1940—1941 роках — інструктор із виробничого навчання робітників прядильного цеху «Кренгольмської мануфактури» міста Нарви Естонської РСР.
Влітку 1941 року була евакуйована з Нарви до Єлабузького району Татарської АРСР, де до 1943 року працювала бригадиром рільничої бригади колгоспу «Червоний партизан». У 1943—1944 роках — інструктор виробничого навчання Єлабузької текстильної фабрики.
З 1944 року — старший інструктор виробничого навчання комбінату «Кренгольмська мануфактура» міста Нарви Естонської РСР.
Подальша доля невідома.

## Нагороди та відзнаки
- медаль «За доблесну працю у Великій Вітчизняній війні 1941—1945 рр.»
- медалі
- Почесна грамота Президії Верховної ради Естонської РСР
- значок «Відмінник соціалістичного змагання»